# Still Ballin
Still Ballin è un singolo del rapper statunitense Tupac Shakur, estratto dall'album postumo Better Dayz e pubblicato come seguito del brano Str8 Ballin, contenuto invece in Thug Life Vol. 1. La canzone è stata prodotta da Nitty e vi ha partecipato Trick Daddy.

## La canzone
La versione originale del brano era priva di featuring, ma per la sua ripubblicazione si optò appunto per la partecipazione Trick Daddy, artista comunque non molto vicino allo stile di Pac. Nessun videoclip è stato mai girato per questa nuova versione, contrariamente invece al precedente singolo Thugz Mansion, che risulta l'unico singolo di Better Dayz ad essere accompagnato da video musicale.
Still Ballin ha raggiunto la posizione n.69 all'interno della Billboard Hot 100, la n.31 nella Hot R&B/Hip-Hop Songs e la n.15 nella Hot Rap Tracks.

## Remix
Della canzone originale è disponibile un remix realizzato da DJ Fatal, in collaborazione con Kurupt.

## Tracce
1. Still Ballin (Clean Version)
2. Still Ballin (Instrumental)

## Classifiche
| Classifica (2003)                     | Posizione massima |
| ------------------------------------- | ----------------- |
| Billboard Hot 100 (USA)               | 69                |
| Billboard Hot R&B/Hip-Hop Songs (USA) | 31                |
| Billboard Hot Rap Tracks (USA)        | 15                |